# 遅滞
| ウィキペディアには「遅滞」という見出しの百科事典記事はありません（タイトルに「遅滞」を含むページの一覧/「遅滞」で始まるページの一覧）。 代わりにウィクショナリーのページ「遅滞」が役に立つかもしれません。 |